# Karel VI. Francouzský
Karel VI. Francouzský zvaný také Šílený (francouzsky  Charles le Bien-Aimé a Charles le fou, 3. prosince 1368, Paříž – 21. října 1422, Paříž) byl francouzský král z dynastie Valois. Trpěl duševní chorobou, která značně poznamenala jeho vládu a celý vývoj stoleté války mezi Anglií a Francií. Svého syna nechal zbavit následnictví ve prospěch anglického krále a většinu svého vlastního života strávil neschopen kontaktu s realitou. I přesto jej lid miloval a nedošlo k jeho sesazení.

## Život

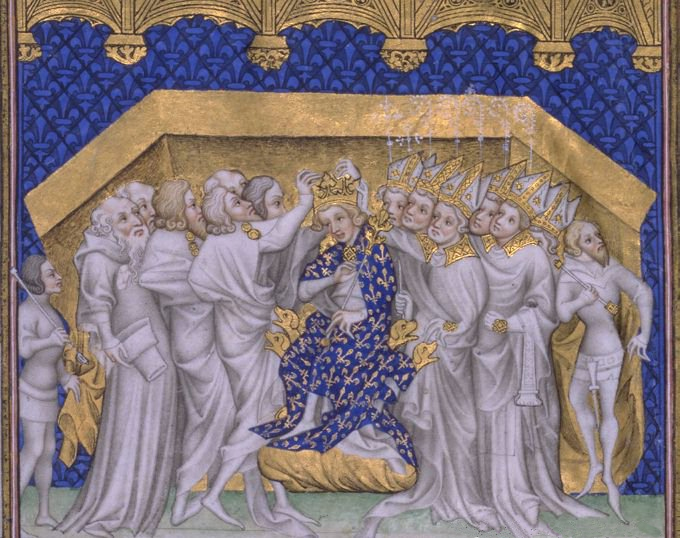
Karlova korunovace v remešské katedrále (středověká iluminace)

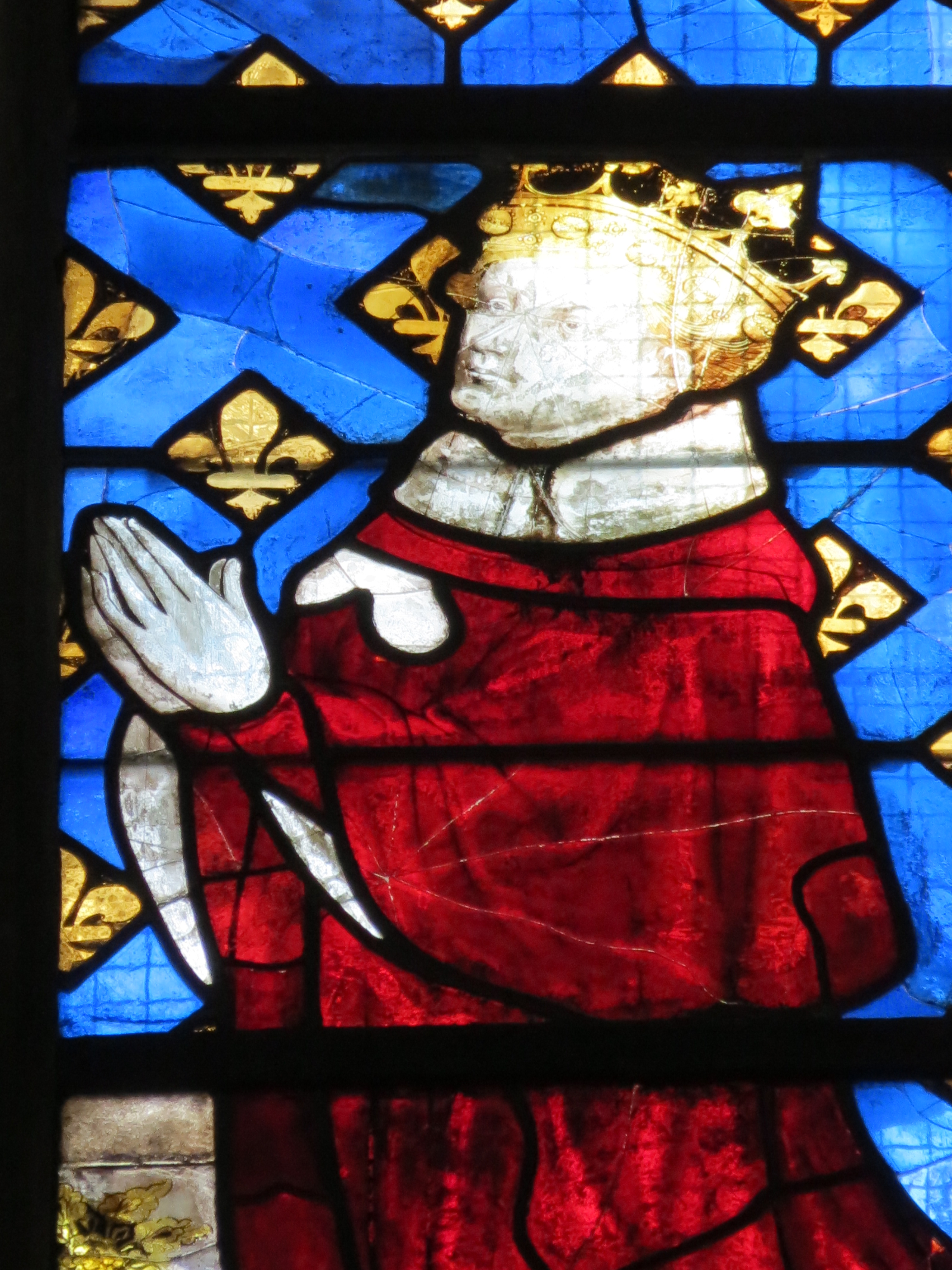
Karel na vitráži v Évreux

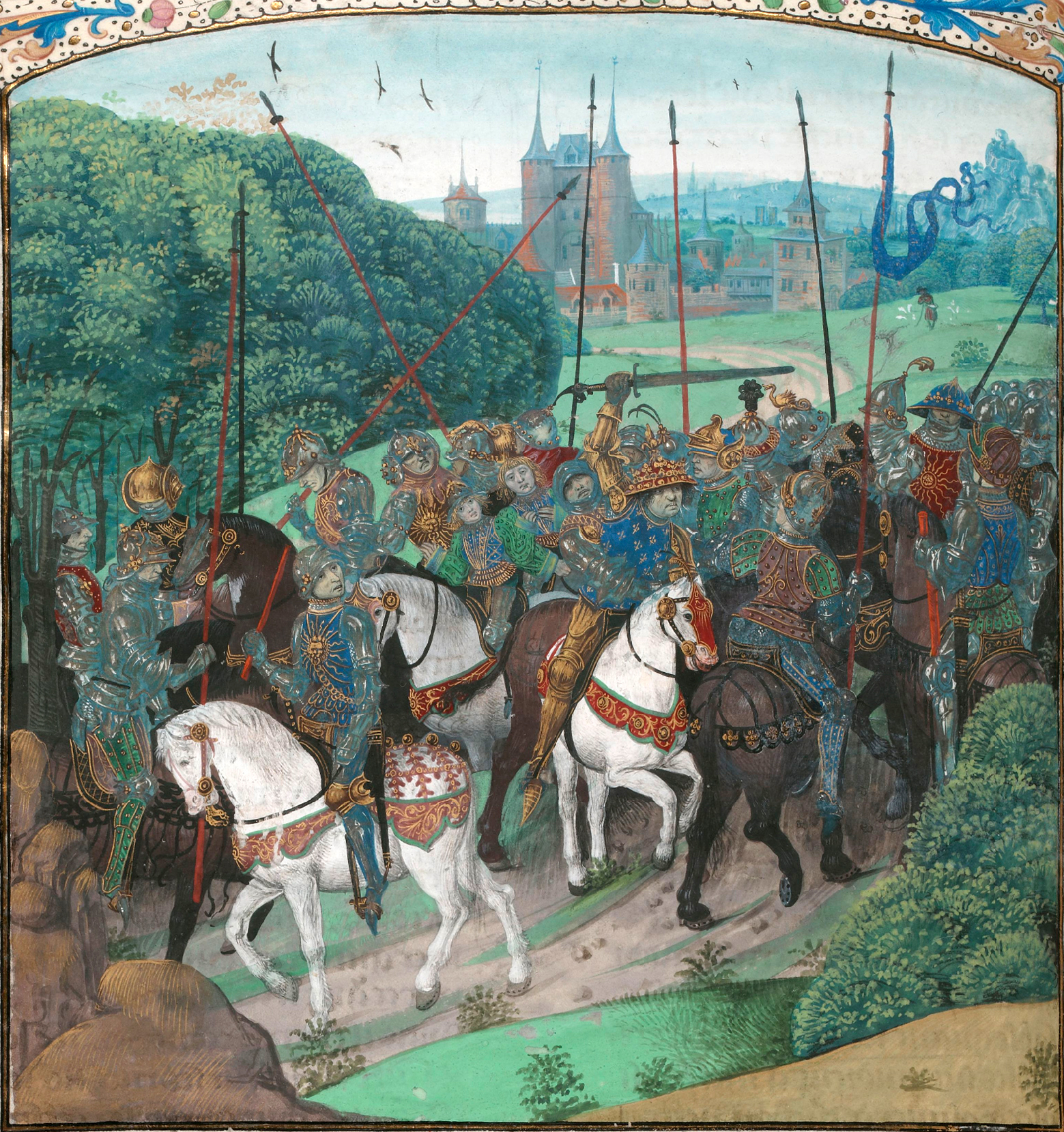
První ataka choroby v lesích u Le Mans (středověká iluminace)

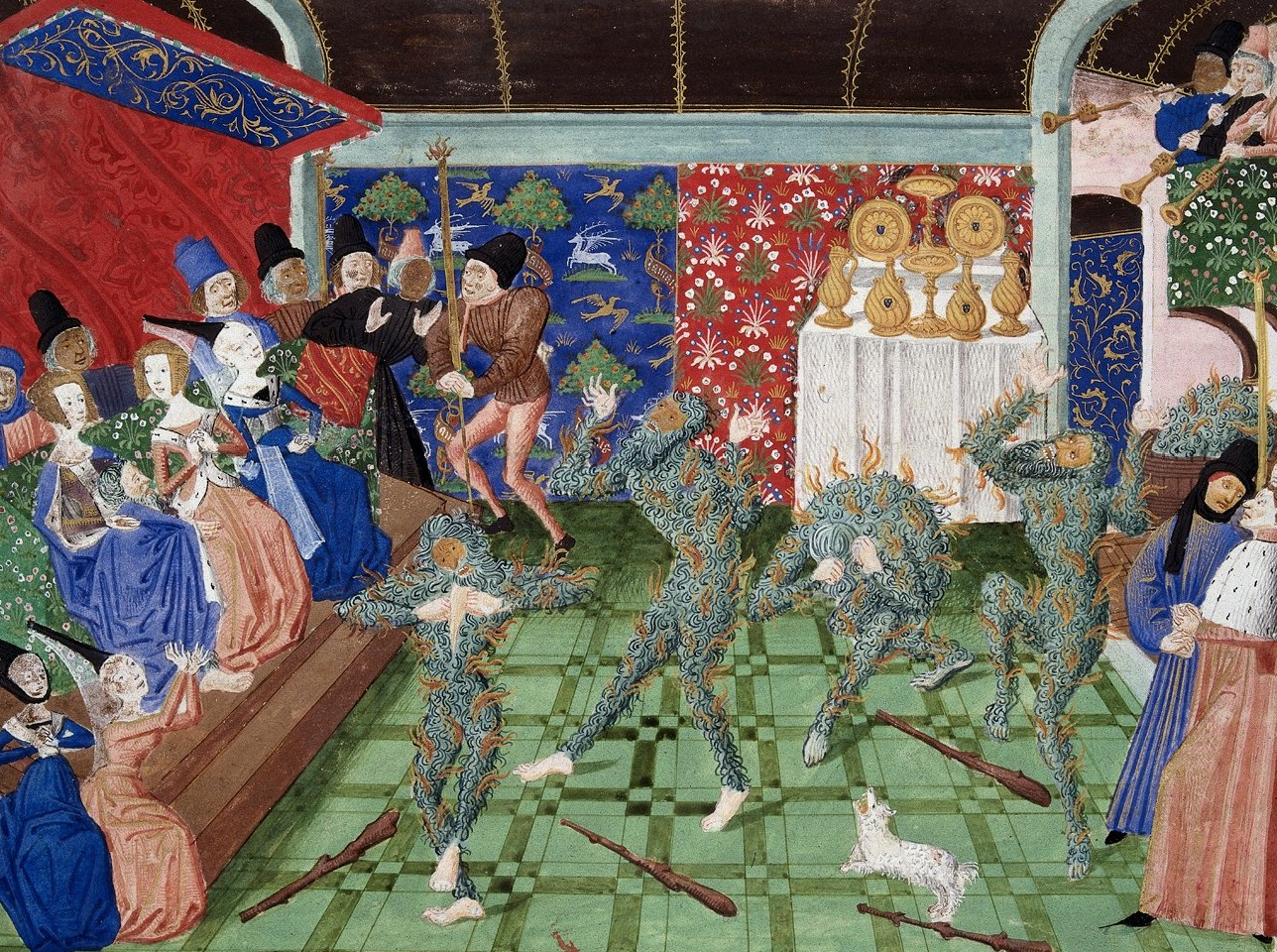
„Bál světlušek“ – vinou Ludvíka Orleánského při něm uhořelo několik králových nejbližších přátel. (středověká iluminace)

### Rodina
Karel byl pátým potomkem krále Karla V. a Johany, dcery bourbonského vévody Petra I. Všichni starší sourozenci zemřeli v dětském věku ještě před jeho narozením. Z mladších sourozenců dosáhl dospělosti pouze bratr Ludvík Orleánský, s nímž měl Karel četné rozpory. Zdá se, že původní bratrská láska postupem času přerostla ve vzájemné soupeření.

### Počátek vlády
Když roku 1380 zemřel Karlův otec, stal se králem Karlem VI. Protože byl nezletilý, jeho povinnosti spravovali bratři jeho otce Jan z Berry, Ludvík z Anjou a Filip Smělý. Ti pro krále vybrali manželku Isabelu, jedinou dceru bavorského vévody Štěpána III., s níž Karel uzavřel sňatek v roce 1385. Když se v roce 1389 konala její korunovace, král uspořádal bujaré oslavy, čímž si získal přízeň svého lidu – na rozdíl od své ženy, která mluvila jen velmi špatně francouzsky a nebyla příliš pohledná, pročež si vysloužila nelichotivou přezdívku „prasnice“. Sám král se tehdy rozhodl, že zjistí, jak jeho lid smýšlí o jeho ženě, a proto se v prostém oděvu vmísil do davu, kde se snažil posměšné řeči krotit, ale protože nikdo nevěřil, že jde o krále, stal se obětí pouliční potyčky a utržil několik zranění.

### Duševní porucha
Když král dosáhl zletilosti, propustil strýčky ze svých služeb a nastolil svou vlastní vládu, která trvala do roku 1392. Dne 5. srpna 1392 při tažení do Bretaně znenadání u krále vypukl záchvat šílenství, které, zdá se, podělil po své matce. Podle záznamu kronikářů měl náhle pocit, že je obklopen nepřáteli, vytasil meč, pobil čtyři muže svého doprovodu a pokusil se zabít mladšího bratra Ludvíka Orleánského. Byl včas zadržen, nicméně s bratrem už pak nikdy nevycházeli.
Karel byl několik dní na pokraji smrti, k velkému smutku francouzského lidu, u nějž byl velmi oblíben. Nakonec se sice uzdravil, ale nemělo to dlouhého trvání. V lednu 1393 se konal ples na počest sňatku královniny oblíbené dvorní dámy, spojený s maškarním rejem, kronikářem Jeanem Froissartem poeticky nazvaným „bál světlušek“. Král se s pěti přáteli převlékl za „divé muže“ – obalili se smůlou a lněnými vlákny. Do sálu vstoupil králův bratr Ludvík Orleánský, který tančící muže zapálil pochodní  Král byl zachráněn díky odvaze vévodkyně z Berry, jež plameny udusila svou sukní, avšak čtyři jeho nejbližší přátelé před jeho očima za strašných bolestí uhořeli. Pouze jeden se zachránil včasným skokem do škopku se špinavým nádobím. Král se po tomto otřesném zážitku znovu propadl do depresí a v červnu se jeho zdravotní stav zhoršil k nepříčetnosti, v níž setrval po sedm měsíců. Někdy v tuto dobu mu manželka přivedla konkubínu Odettu ze Champdivers. Král pochyboval o své vlastní totožnosti, svou ženu nepoznával, odbýval ji a toužil po své švagrové Valentině, která byla současníky obviňována z magie.. V roce 1405 se po dobu pěti měsíců odmítal mýt a převlékat, často o sobě tvrdil, že je svatý Jiří.
Období vzplanutí nemoci se střídala s obdobím uzdravení, kdy si chorý panovník uvědomoval svůj stav a propadal se do depresí. V období psychotických atak ničil vše okolo sebe a nebyl schopen vládnout. 
| „                | Král ničí po celém paláci své vlastní erby a předvádí přitom oplzlé tance. | “ |
| — Michel Pintoin |                                                                            |   |

K moci se v roli královských rádců vrátil Jan z Berry, jeho bratr Filip Smělý a králův bratr Ludvík Orleánský, protože bývalé královy rádce obvinili z neschopnosti a zpronevěr. Každý z těchto šlechticů však vyznával jiný politický kurz, což zemi oslabilo a s pokračující stoletou válkou se Francie ocitla až na pokraji zkázy.

### Pokračování stoleté války

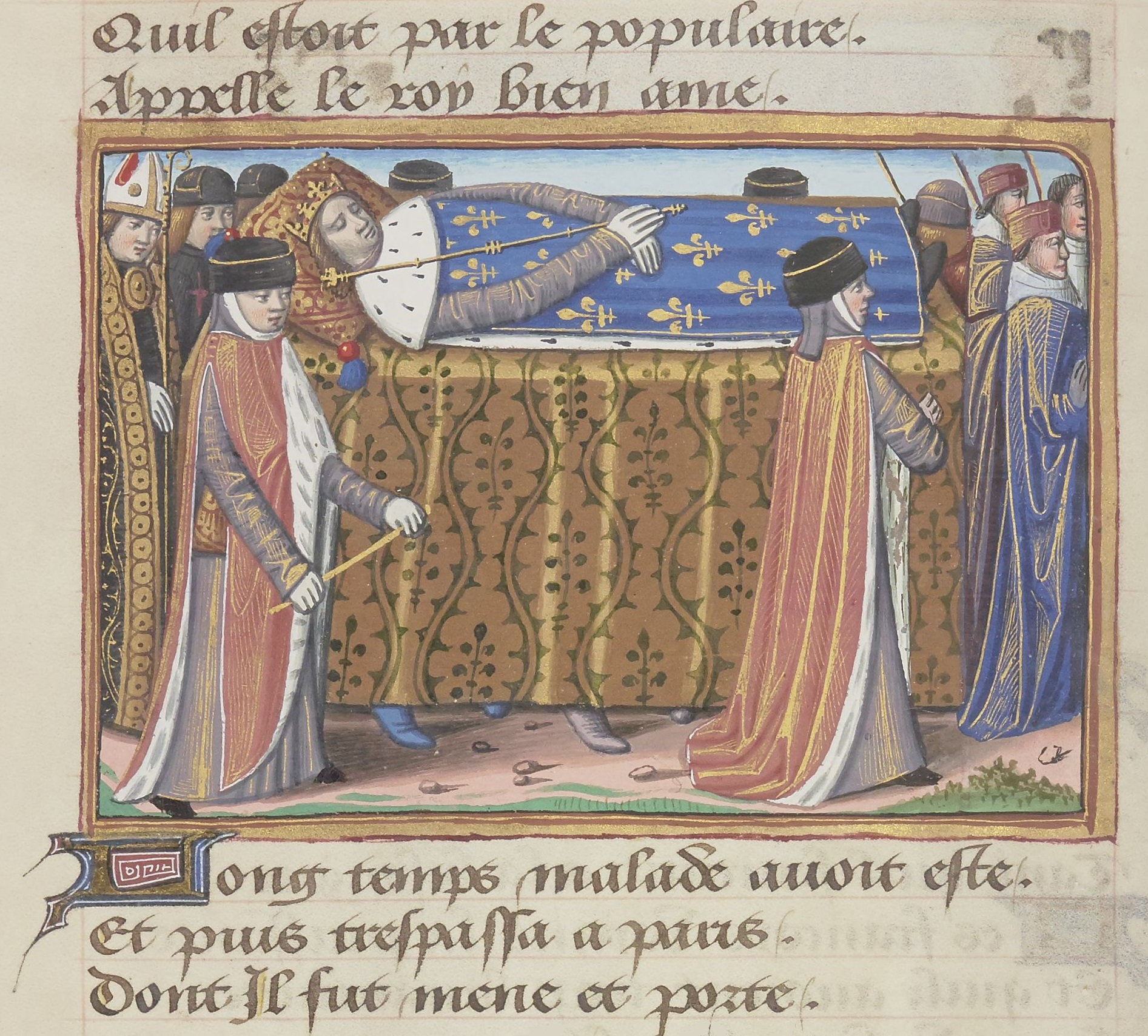
Pohřební průvod krále Karla (středověká iluminace)

Oslabení země využila Anglie k obnovení stoleté války, v roce 1415 prohrál Karel VI. u Azincourtu a uzavřel smlouvu s anglickým králem Jindřichem V. Roku 1420 určil Karel za svého nástupce na francouzském trůnu svého zetě, anglického krále Jindřicha V. a to na základě smlouvy z Troyes. Vlastní syn Karla VI. dauphin Karel byl z nástupnictví navěky vyloučen, s čímž se odmítl smířit. V prosinci 1420 vstoupil král v doprovodu Angličanů do Paříže. Zemřel o dva roky později, v říjnu 1422, pravděpodobně na infekci a byl na sv. Martina pohřben v opatství Saint-Denis. Za jeho rakví kráčel Jan z Bedfordu a údajně na osmnáct tisíc Pařížanů se přišlo rozloučit se svým milovaným králem.
Část francouzské šlechty se po králově skonu postavila na stranu dauphina Karla a část podporovala mocenské nároky tehdy teprve devítiměsíčního dítěte Jindřicha VI. Anglická vojska byla nakonec ze země vyhnána a Karel byl roku 1429 oficiálně korunován v Remeši jako francouzský král Karel VII.

## Vývod z předků
|                       |                       |  |                    |                           |  |  |  |  |  |  |  | Karel I. z Valois |
|                       |                       |  |                    |                           |  |  |  |  |  |  |  |                   |
|                       | Filip VI. Francouzský |  |                    |                           |  |  |  |  |  |  |  |                   |
|                       |                       |  |                    |                           |  |  |  |  |  |  |  |                   |
|                       |                       |  |                    | Markéta z Anjou           |  |  |  |  |  |  |  |                   |
|                       |                       |  |                    |                           |  |  |  |  |  |  |  |                   |
|                       | Jan II. Francouzský   |  |                    |                           |  |  |  |  |  |  |  |                   |
|                       |                       |  |                    |                           |  |  |  |  |  |  |  |                   |
|                       |                       |  |                    | Robert II. Burgundský     |  |  |  |  |  |  |  |                   |
|                       |                       |  |                    |                           |  |  |  |  |  |  |  |                   |
|                       | Jana Burgundská       |  |                    |                           |  |  |  |  |  |  |  |                   |
|                       |                       |  |                    |                           |  |  |  |  |  |  |  |                   |
|                       |                       |  |                    | Anežka Francouzská        |  |  |  |  |  |  |  |                   |
|                       |                       |  |                    |                           |  |  |  |  |  |  |  |                   |
|                       | Karel V. Francouzský  |  |                    |                           |  |  |  |  |  |  |  |                   |
|                       |                       |  |                    |                           |  |  |  |  |  |  |  |                   |
|                       |                       |  |                    | Jindřich VII. Lucemburský |  |  |  |  |  |  |  |                   |
|                       |                       |  |                    |                           |  |  |  |  |  |  |  |                   |
|                       | Jan Lucemburský       |  |                    |                           |  |  |  |  |  |  |  |                   |
|                       |                       |  |                    |                           |  |  |  |  |  |  |  |                   |
|                       |                       |  |                    | Markéta Brabantská        |  |  |  |  |  |  |  |                   |
|                       |                       |  |                    |                           |  |  |  |  |  |  |  |                   |
|                       | Jitka Lucemburská     |  |                    |                           |  |  |  |  |  |  |  |                   |
|                       |                       |  |                    |                           |  |  |  |  |  |  |  |                   |
|                       |                       |  |                    | Václav II.                |  |  |  |  |  |  |  |                   |
|                       |                       |  |                    |                           |  |  |  |  |  |  |  |                   |
|                       | Eliška Přemyslovna    |  |                    |                           |  |  |  |  |  |  |  |                   |
|                       |                       |  |                    |                           |  |  |  |  |  |  |  |                   |
|                       |                       |  |                    | Guta Habsburská           |  |  |  |  |  |  |  |                   |
|                       |                       |  |                    |                           |  |  |  |  |  |  |  |                   |
| Karel VI. Francouzský |                       |  |                    |                           |  |  |  |  |  |  |  |                   |
|                       |                       |  |                    |                           |  |  |  |  |  |  |  |                   |
|                       |                       |  | Robert z Clermontu |                           |  |  |  |  |  |  |  |                   |
|                       |                       |  |                    |                           |  |  |  |  |  |  |  |                   |
|                       | Ludvík I. Bourbonský  |  |                    |                           |  |  |  |  |  |  |  |                   |
|                       |                       |  |                    |                           |  |  |  |  |  |  |  |                   |
|                       |                       |  |                    | Beatrix Burgundská        |  |  |  |  |  |  |  |                   |
|                       |                       |  |                    |                           |  |  |  |  |  |  |  |                   |
|                       | Petr I. Bourbonský    |  |                    |                           |  |  |  |  |  |  |  |                   |
|                       |                       |  |                    |                           |  |  |  |  |  |  |  |                   |
|                       |                       |  |                    | Jan II. Holandský         |  |  |  |  |  |  |  |                   |
|                       |                       |  |                    |                           |  |  |  |  |  |  |  |                   |
|                       | Marie z Avesnes       |  |                    |                           |  |  |  |  |  |  |  |                   |
|                       |                       |  |                    |                           |  |  |  |  |  |  |  |                   |
|                       |                       |  |                    | Filipa Lucemburská        |  |  |  |  |  |  |  |                   |
|                       |                       |  |                    |                           |  |  |  |  |  |  |  |                   |
|                       | Johana Bourbonská     |  |                    |                           |  |  |  |  |  |  |  |                   |
|                       |                       |  |                    |                           |  |  |  |  |  |  |  |                   |
|                       |                       |  |                    | Filip III. Francouzský    |  |  |  |  |  |  |  |                   |
|                       |                       |  |                    |                           |  |  |  |  |  |  |  |                   |
|                       | Karel I. z Valois     |  |                    |                           |  |  |  |  |  |  |  |                   |
|                       |                       |  |                    |                           |  |  |  |  |  |  |  |                   |
|                       |                       |  |                    | Isabela Aragonská         |  |  |  |  |  |  |  |                   |
|                       |                       |  |                    |                           |  |  |  |  |  |  |  |                   |
|                       | Izabela z Valois      |  |                    |                           |  |  |  |  |  |  |  |                   |
|                       |                       |  |                    |                           |  |  |  |  |  |  |  |                   |
|                       |                       |  |                    | Vít III. ze Châtillonu    |  |  |  |  |  |  |  |                   |
|                       |                       |  |                    |                           |  |  |  |  |  |  |  |                   |
|                       | Mahaut ze Châtillonu  |  |                    |                           |  |  |  |  |  |  |  |                   |
|                       |                       |  |                    |                           |  |  |  |  |  |  |  |                   |
|                       |                       |  |                    | Marie Bretaňská           |  |  |  |  |  |  |  |                   |
|                       |                       |  |                    |                           |  |  |  |  |  |  |  |                   |